# Haranghy György
Haranghy György (Hajdúszoboszló, 1868. október 13. – 1945. szeptember 30.) magyar festő, fotográfus.

## Életrajza
Haranghy György és Kátay Jozefa második gyermekeként született. 1893. augusztus 5-én feleségül vette Gulyás Máriát, Gulyás Károly marosvásárhelyi református kollégiumi rajztanár testvérét. Gulyás Móricz Zsigmond tanára is volt még kisújszállási tanárként. Gyermekeik Jenő, a későbbi rajztanár és festőművész, László, később kórbonctani- és gerontológia-professzor, Erzsébet, később iparművész, aki férjével megalapította a Gyöngyös Bokréta nevű népművészeti kört.
Haranghy György tisztviselő volt a Debreceni Első Takarékpénztárnál. Nem lehet tudni, hogy a fotografálásra ki tanította, de a huszadik század elején az amatőr fotózás megújítójának tartották. Életéről Vadász György írt tanulmányt, de ez kéziratban maradt. 1902 és 1910 között minden hazai és nemzetközi pályázatot megnyert. 1904-ben Ruzicska Györggyel közös műtermet nyitottak.
Haranghy György, a debreceni művész, jó ízű, magyaros zamatú képeivel tűnik ki -jellemezte így a Vasárnapi Ujság egy 1902-es kiállítási beszámolójában -, melyek mind az alföldi népéletet tükröztetik vissza. Egyik-másik képe Petőfi költeményeinek illusztrációjaként is beválnék. Így a 'Hortobágyi juhászok' című a "Megy a juhász szamáron, földig ér a lába" sorokat idézi. "Napfelkelte-Naplemente a Hortobágyon" című képei a hangulatfestés fotográfiai remekei. De a többi képén is látszik az Alföld iránti rajongása."
Budapesten az Uránia moziban, majd Debrecenben 1902-ben vetítették nagy sikerrel a Hortobágyról szóló " Délibábok hazája" című diapozitívokból és mozgófilmből álló filmjét. Ezt látta Csontváry Kosztka Tivadar és levelet írt Haranghynak.
Érdeklődött a Puszta fő motívumai iránt, majd közölte, hogy ha befejezte a Jajce-i vízesés festését -" azután a Hortobágyi- pusztát tekintem festői motívumnak". (Jajce, 1903. június 4.)
Későbbiekben felhagyott Debrecen és a környékbeli élet megörökítésével, "fotografáló masinájával" a festőművész Jenő fia művészetét örökítette meg. 1945. szeptember 30-án hunyt el.
- Hortobágyi ökörgulya
- Hortobágyi juhász szamáron
- A hortobágyi csárda előtt
- Hortobágyi kosnyáj
- Itatás a hortobágyi hármas kútnál